# Ladislav III. Ogrski
Ladislav III. Ogrski (madžarsko: III. László, hrvaško: Ladislav III., slovaško: Ladislav III, ogrsko-hrvaški kralj (1204-1205), * 1200, †  7. maj 1205.
Ladislav je bil edini sin ogrskega kralja Emerika in njegove žene Konstance Aragonske. Zelo verjetno je bil rojen okrog leta 1200, kralj Emerik pa ga je zaradi svoje bolehnosti dal kronati, da bi mu tako zagotovil nasledstvo. Tako je esztergomski nadškof Ladislava okronal 26. avgusta 1204. Emerik se je pred smrtjo pomiril s svojim bratom Andrejem . Andreja je spustil na prostost in ga določil za regenta v času Ladislavove mladoletnosti.
Ko je Emerik 30. novembra 204 umrl, ga je nasledil Ladislav. Papež Inocenc III. je vojvodo Andreja v pismu  opozoril, da mora Andrej spoštovati interese mladoletnega vladarja. Andrej se za papeževo opozorilo ni zmenil in si je prisvojil denarna sredstva, ki jih je kralj Emerik deponiral v samostanu Pilis, čeprav je bil ta denar namenjen Ladislavu. Da bi Ladislavu zagotovila varnost, je Konstanca, ogrska kraljica mati, z Ladislavom prebegnila v Avstrijo  na Dunaj. Kljub poskusom vojvodi Andreju Konstance in Ladislava med begom ni uspelo zajeti. Vojvoda Leopold VI. Avstrijski, ki je bil Emerikov in Andrejev bratranec, je bil Ladislavu pripravljen nuditi zaščito, čeprav mu je vojvoda Andrej zagrozil z vojaškim napadom. Toda Ladislav je 7. maja 1205 nenadoma umrl. Truplo so prenesli v Székesfehérvár, kjer so ga pokopali v tamkajšnji baziliki.